# Bílá loď

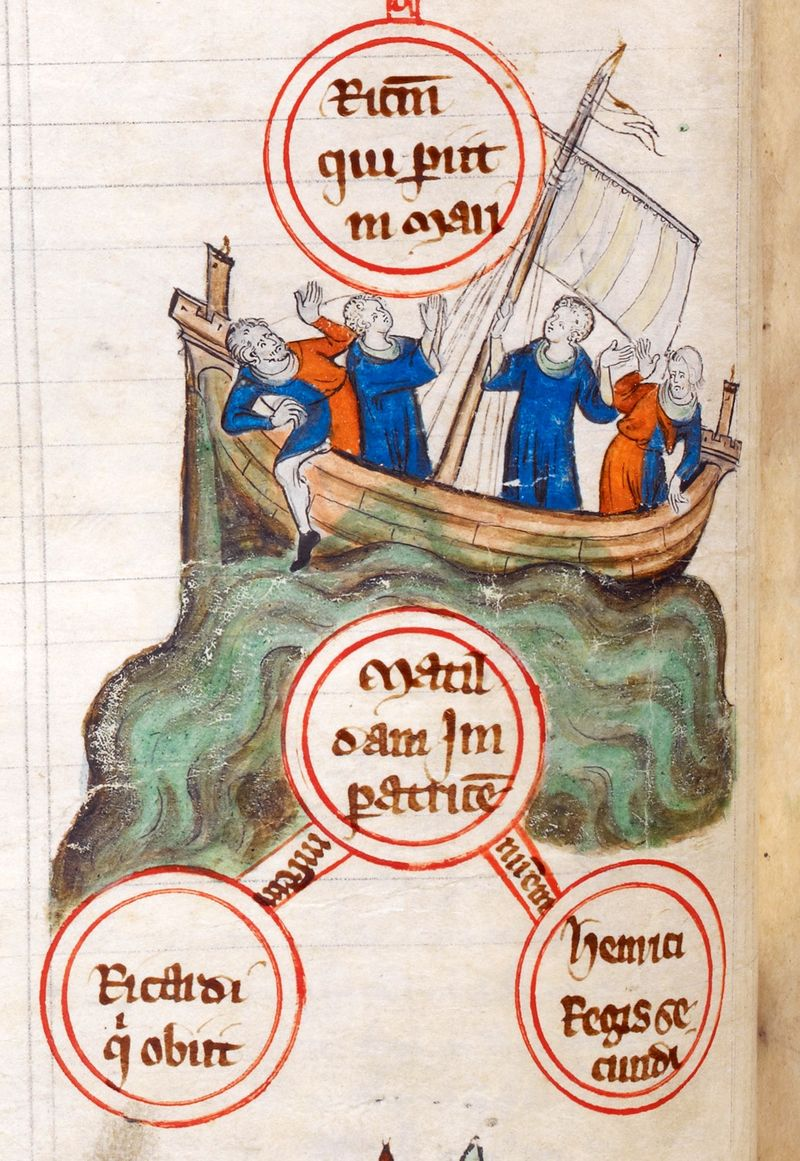
Cotton Claudius dii, f45v. (12. století, Britská knihovna)

Bílá loď (francouzsky Blanche-Nef; anglicky White Ship) bylo jméno lodě, která se 25. listopadu roku 1120 potopila v Lamanšském průlivu u Barfleuru u břehů Normandie. Mezi oběťmi byl i Vilém Aetheling, jediný legitimní syn anglického krále Jindřicha I.

## Před katastrofou
Bílá loď byla nové plavidlo, postavené v Normandii Thomasem FitzStephanem, jehož otec sloužil jako kapitán ve flotile Viléma Dobyvatele v bojích o Anglii. Byla považována za jednu z nejlepších normanských lodí.
Ke konci roku 1120, po potlačení povstání baronů v Normandii a odražení vpádu Ludvíka VI., rozhodl se anglický král Jindřich I. k návratu do Anglie. K přepravě přes kanál La Manche mu byla navržena Bílá loď, král však byl dohodnut na využití jiného plavidla a předal Bílou loď svému synovi Vilémovi, s nímž se měla do Anglie vrátit velká skupina dvořanů a anglonormandských šlechticů.

## Zkáza

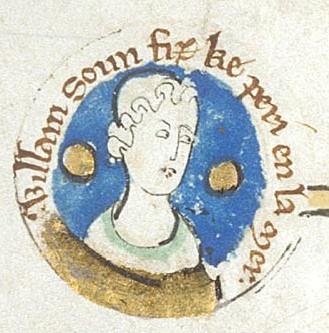
Vilém Aetheling

Anglický historik a kronikář Orderic Vitalis popisuje zánik Bílé lodi ve čtvrtém svazku svého díla Historia ecclesiastica. Na palubu se nalodily téměř tři stovky lidí, mezi nimi mnozí baroni. Králův syn Vilém Aetheling dal rozdělit víno a posádka byla opilá. Králova loď vyplula jako první a opilé osazenstvo Bílé lodi žádalo kapitána, aby královu loď dohonil. V tomto nadšení nikdo nesledoval moře, dokud loď nenarazila levým bokem na útes, který do ní prorazil dvě díry. Voda se prudce valila do lodi, která se velmi rychle potopila. Zachránili se pouze dva muži, jimž se podařilo zachytit se ráhna – řezník jménem Bérold (nebo Guéroult) z Rouenu a mladý šlechtic jménem Goisfred, syn Gisleberta z L’Aigle. Noc byla velmi chladná, po několika hodinách opustily Goisfreda síly a on zmizel v hlubinách. Ráno byl Bérold jako jediný z celé lodi zachráněn třemi rybáři. Později na souši vyprávěl Bérold místnímu duchovnímu, co se přihodilo.
| „ | Rytíři utonuli, utonul dědic trůnu. Anglie pláče, zemřela šlechta její… | “ |

Vrak lodi byl později vyproštěn a dopraven na břeh. Těla Richarda z Avranches a několika dalších byla nalezena v prosinci poblíž Mortain; k poznání byli pouze podle oděvu.
Příčina katastrofy není známá. Řada pramenů uvádí opilost posádky i pasažérů, za neblahou byla považována i skutečnost, že na palubu nebyli vpuštěni kněží, kteří měli podle obvyklého způsobu lodi požehnat.

## Následky

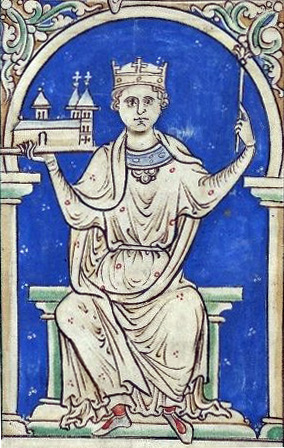
Král Štěpán na dobové miniatuře.

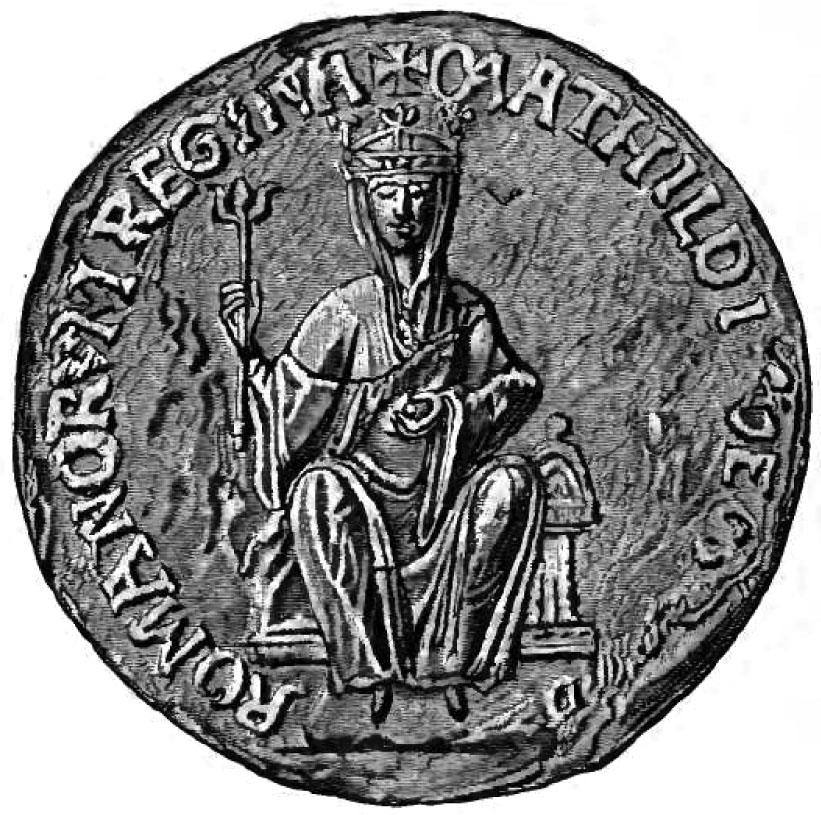
Pečeť královny Matyldy.

Vilém Aetheling byl jediný legitimní syn Jindřicha I., třebaže nemanželských dětí měl král více (dvě z nich při neštěstí zahynuly rovněž). Ztráta syna znamenala pro Jindřicha i ztrátu jeho jediného nástupce. 29. ledna 1121 se proto Jindřich po domluvě canterburského arcibiskupa Raula znovu oženil. Vyvolenou se stala Adeliza z Lovaně, která však králi dědice nedala. Z legitimních potomků tak zbyla pouze dcera Matylda.
Když tak Jindřich zůstal bez mužského potomka, podnikl bezprecedentní krok a přinutil své barony přísahat věrnost a nástupnická práva této své dceři Matyldě. Na anglický trůn si však činil nárok i Štěpán III. z Blois, syn Jindřichovy sestry Adély (dcery Viléma I. Dobyvatele); údajně opustil loď krátce před vyplutím (což později zavdalo příčinu k domněnkám o nějakém jeho podílu na tragédii). Ten po smrti krále Jindřicha 1. prosince 1135 nastoupil na anglický trůn, což bylo příčinou občanské války v letech 1135–1154, v níž bojovali Štěpán z Blois s Matyldou o vládu v Anglii.

## Odrazy v literatuře
Událost byla ztvárněna v románu Kena Folleta Pilíře země (1989). Follett staví svůj příběh na konspirační teorii, podle níž za potopením lodi stáli angličtí baroni: ti doufali, že smrt Jindřichova následníka povede k anarchii a následnému posílení jejich moci.
Popis neštěstí se objevuje i v románu Sharon Kay Penmanové When Christ and His Saints Slept (v češtině vyšel pod názvem A všichni svatí spali, 1994). Krátce je zmíněno i v románu Glenna Coopera The Tenth Chamber (2010).